# Грослора
Грослора (нім. Großlohra) — громада в Німеччині, розташована в землі Тюрингія. Входить до складу району Нордгаузен. Складова частина об'єднання громад Гайнляйте.
Площа — 18,29 км2. Населення становить 849 ос. (станом на 31 грудня 2021).

## Галерея

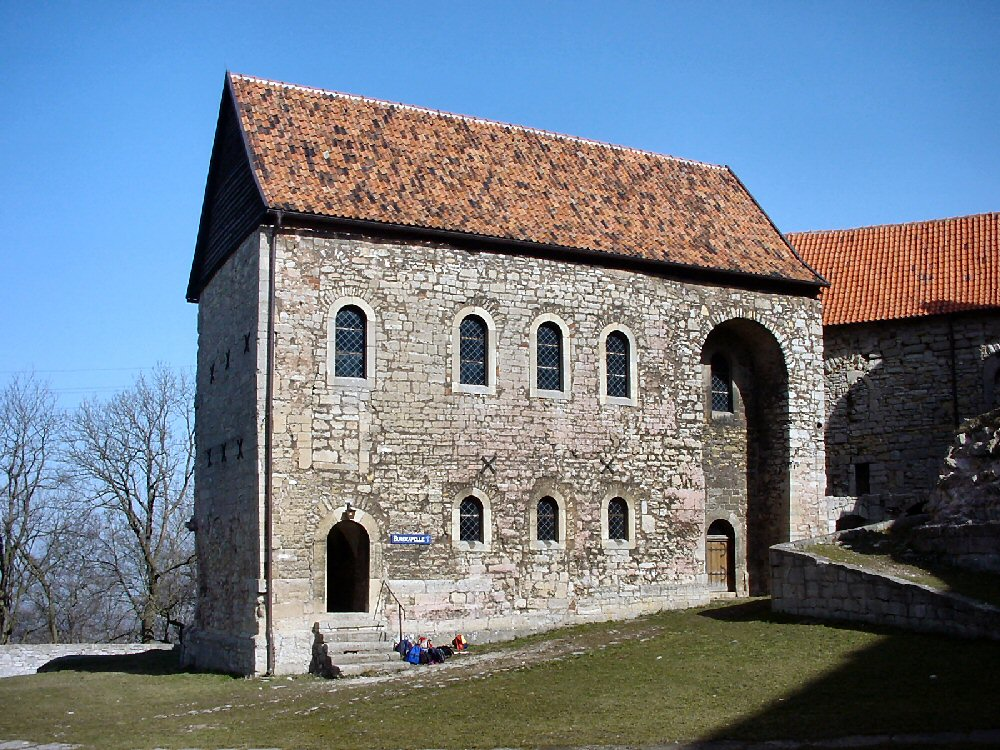
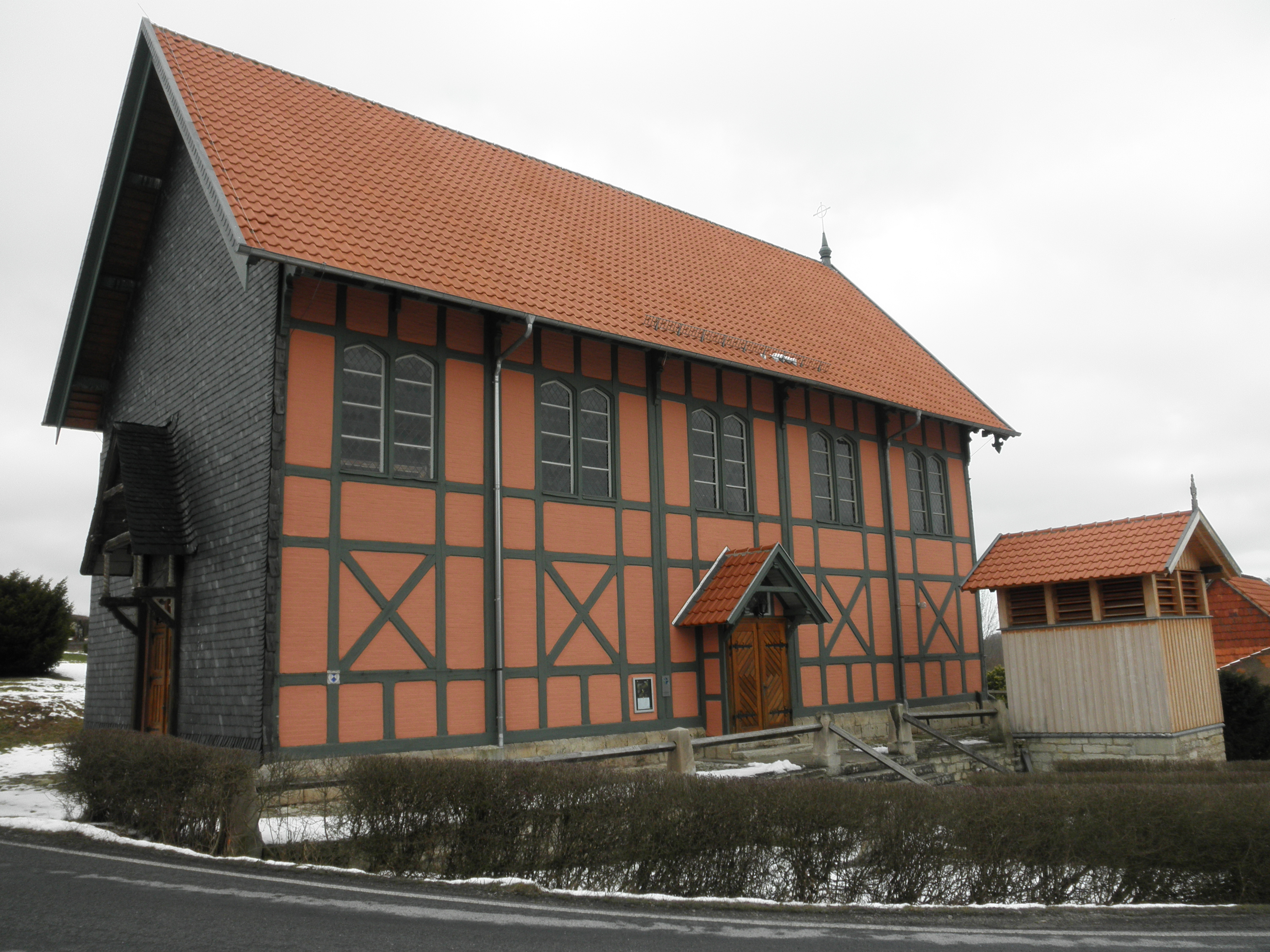